# Michio Yasuda
Michio Yasuda (保田 道夫, Yasuda Michio, né le 10 novembre 1949) est un footballeur japonais.